# 바티칸 시국의 유로 주화
바티칸 시국의 유로 주화는 바티칸 시국 우표 화폐 수집국에서 발행하며 이탈리아 로마에 있는 이탈리아 국립 인쇄 조폐공사에서 주조한다.

## 바티칸 시국의 유로 주화 디자인

### 1번째 시리즈 (2002년 ~ 2005년)
바티칸 시국의 1번째 유로 주화 시리즈에는 교황 요한 바오로 2세의 초상화가 새겨져 있다. 유일하게 소장용 세트로 발행된 이 시리즈는 다소 지나치다 싶을 정도로 가격이 인상되어 2002년 소장용 세트는 거의 1,000유로가 넘는 가격으로 책정되었다.
| € 0.01                        | € 0.02 | € 0.05          |
| ----------------------------- | ------ | --------------- |
|                               |        |                 |
| 교황 요한 바오로 2세의 초상화 |        |                 |
| € 0.10                        | € 0.20 | € 0.50          |
|                               |        |                 |
| 교황 요한 바오로 2세의 초상화 |        |                 |
| € 1.00                        | € 2.00 | € 2 주화 모서리 |
|                               |        | 2와 별 2개      |
| 교황 요한 바오로 2세의 초상화 |        |                 |

### 2번째 시리즈 (2005년 ~ 2006년)
2005년 4월에 교황 요한 바오로 2세가 선종하고 나서, 바티칸은 사도좌 공석 기간 동안 교황청 회계국의 휘장(우산 아래 교차한 열쇠 두 개)과 교황 궁무처장의 문장이 들어간 특수 주화를 발행하였다.
| € 0.01                                      | € 0.02 | € 0.05          |
| ------------------------------------------- | ------ | --------------- |
|                                             |        |                 |
| 교황청 회계국의 문장과 교황 궁무처장의 문장 |        |                 |
| € 0.10                                      | € 0.20 | € 0.50          |
|                                             |        |                 |
| 교황청 회계국의 문장과 교황 궁무처장의 문장 |        |                 |
| € 1.00                                      | € 2.00 | € 2 주화 모서리 |
|                                             |        | 2와 별 2개      |
| 교황청 회계국의 문장과 교황 궁무처장의 문장 |        |                 |

### 3번째 시리즈 (2006년 ~ 2013년)
새 교황이 선출됨에 따라 교황 베네딕토 16세의 초상화가 새겨진 바티칸 시국의 3번째 유로 주화 시리즈가 2006년 4월 27일에 발행되었다. 주화에는 유럽기에 그려져 있는 12개의 별과 "바티칸 시국"(이탈리아어: Città del Vaticano)이 쓰여져 있다.
| € 0.01                      | € 0.02 | € 0.05          |
| --------------------------- | ------ | --------------- |
|                             |        |                 |
| 교황 베네딕토 16세의 초상화 |        |                 |
| € 0.10                      | € 0.20 | € 0.50          |
|                             |        |                 |
| 교황 베네딕토 16세의 초상화 |        |                 |
| € 1.00                      | € 2.00 | € 2 주화 모서리 |
|                             |        | 2와 별 2개      |
| 교황 베네딕토 16세의 초상화 |        |                 |

### 4번째 시리즈 (2014년 ~ 2016년)
새 교황이 선출됨에 따라 교황 프란치스코의 초상화가 새겨진 바티칸 시국의 4번째 유로 주화 시리즈가 2014년 3월에 발행되었다. 주화에는 유럽기에 그려져 있는 12개의 별과 "바티칸 시국"(이탈리아어: Città del Vaticano)이 쓰여져 있다.
| € 0.01                   | € 0.02 | € 0.05          |
| ------------------------ | ------ | --------------- |
|                          |        |                 |
| 교황 프란치스코의 초상화 |        |                 |
| € 0.10                   | € 0.20 | € 0.50          |
|                          |        |                 |
| 교황 프란치스코의 초상화 |        |                 |
| € 1.00                   | € 2.00 | € 2 주화 모서리 |
|                          |        | 2와 별 2개      |
| 교황 프란치스코의 초상화 |        |                 |

### 5번째 시리즈 (2017년 ~ 2025년)
2017년 3월에 교황 프란치스코가 교황의 초상화를 주화에 사용하는 것을 더 이상 허용하지 않기로 결정함에 따라 바티칸 시국의 유로 주화에는 더 이상 교황의 초상화가 새겨지지 않고 교황의 문장이 새겨지게 되었다. 이에 따라 2017년에 교황 프란치스코의 문장이 새겨진 바티칸 시국의 5번째 유로 주화 시리즈가 발행되었다. 주화에는 유럽기에 그려져 있는 12개의 별과 "바티칸 시국"(이탈리아어: Città del Vaticano)이 쓰여져 있다.
| € 0.01                 | € 0.02 | € 0.05          |
| ---------------------- | ------ | --------------- |
|                        |        |                 |
| 교황 프란치스코의 문장 |        |                 |
| € 0.10                 | € 0.20 | € 0.50          |
|                        |        |                 |
| 교황 프란치스코의 문장 |        |                 |
| € 1.00                 | € 2.00 | € 2 주화 모서리 |
|                        |        | 2와 별 2개      |
| 교황 프란치스코의 문장 |        |                 |

### 6번째 시리즈 (2026년(예상) ~ )
2025년에 교황 레오 14세가 즉위함에 따라 2026년부터 발행될 바티칸 시국의 유로 주화에는 교황 레오 14세의 초상화가 그려질 것으로 예상된다.

## 같이 보기
- 바티칸 리라